# Galassia Nana dello Scultore
La Galassia Nana dello Scultore è una galassia satellite della Via Lattea, visibile in direzione della costellazione dello Scultore.
Anche se la scoperta, nel 1976, di una seconda Galassia Nana dello Scultore farebbe preferire l'uso del nome Galassia Nana Sferoidale dello scultore (in base alla morfologia), il nome più diffuso resta quello generico; la seconda galassia nana viene invece chiamata Galassia Nana Irregolare dello Scultore. Si tratta di un oggetto sfuggente, invisibile con piccoli telescopi, nonostante la sua magnitudine, a causa della sua scarsa densità. Per questo motivo, oltre che per la sua vicinanza (è una delle galassie più vicine a noi), è interamente risolvibile con grandi telescopi. La sua distanza dalla Via Lattea è stimata sui 290 000 anni luce.
La galassia è stata oggetto di un approfondito studio concernente i moti propri di alcune sue stelle, ed ha consentito per la prima volta di produrre in 3D il movimento nel tempo di stelle esterne alla Via Lattea, utilizzando i dati dei telescopi spaziali Hubble e Gaia ottenuti dal 2002 al 2015. Lo studio ha permesso di acuire la validità del modello materia oscura fredda in base al quale le galassie si sarebbero formate entro aloni di materia oscura.